# Melanargia asiatica
Espèce
Melanargia asiatica est une espèce d'insectes lépidoptères (papillons) de la sous-famille des Satyrinae (famille des Nymphalidae).

## Répartition
Melanargia asiatica est présent uniquement en Chine.

## Description
C'est un papillon de taille moyenne qui présente un damier marron foncé ou noir et blanc avec une forte dominance du blanc.
Le revers dessine en noir les limites des damiers. Les ocelles en ligne aux postérieures sont bien visibles, de couleur marron clair cercles d'une fine ligne marron foncé et centrés de blanc.

## Systématique
Le nom valide de ce taxon est Melanargia asiatica (Oberthür & Houlbert, 1922).
Synonyme : Halimede asiatica Oberthür et Houlbert, 1922;.